# Yên Phong, Yên Mô
Yên Phong là một xã nằm ở phía đông huyện Yên Mô tỉnh Ninh Bình, Việt Nam.

## Địa lý
Xã Yên Phong nằm ở phía đông huyện Yên Mô, cách trung tâm thành phố Hoa Lư 19 km, có vị trí địa lý:
- Phía đông giáp huyện Yên Khánh
- Phía tây và phía bắc giáp thị trấn Yên Thịnh
- Phía nam giáp xã Yên Từ.

Xã Yên Phong có diện tích 8,01 km², dân số năm 2019 là 8.775 người, mật độ dân số đạt 1.096 người/km².
Đây cũng là một xã nằm bên bờ sông Vạc. Xã này có quốc lộ 12B (tỉnh lộ 480 cũ) nối từ Quốc lộ 1 tại Mai Sơn qua Thị trấn Yên Thịnh đến Quốc lộ 10 tại Lai Thành.

## Kinh tế
Yên Phong nằm bên sông Vạc, xã này là giao điểm của 2 tuyến đường giao thông liên huyện. Tuyến thứ nhất nối Quốc lộ 1 qua thị trấn Yên Thịnh xuống thị trấn Phát Diệm. Tuyến thứ hai nối thị trấn Yên Ninh tới các xã phía nam Yên Mô như Yên Mạc, Yên Lâm.
Chợ Lồng - Xã Yên Phong - Xã Yên Phong là một trong 7 chợ ở Yên Mô trong danh sách các chợ loại 1, 2, 3 ở Ninh Bình.

### Cảng Cầu Rào
Theo Quyết định Số: 2179/ QĐ-UBND của tỉnh Ninh Bình ngày 17 tháng 9 năm 2007 V/v phê duyệt Quy hoạch giao thông đường thủy nội địa tỉnh Ninh Bình đến năm 2015 và định hướng phát triển đến năm 2020 thì Cảng Cầu Rào có diện tích 2 ha nằm bên hữu sông Vạc, thuộc thôn Thọ Bình, xã Yên Phong, huyện Yên Mô.
Chức năng của cảng:
- Xếp dỡ hàng hoá vật liệu xây dựng.
- Hàng hoá phục vụ đời sống dân sinh.

Dự kiến xây dựng các hạng mục công trình:
- Công trình bến cảng, kho bãi.
- Trang thiết bị xếp dỡ.
- Nâng cấp đường bộ từ ĐT480 vào cảng khoảng 200m.
- Văn phòng cảng...

## Văn hóa
Xã Yên Phong có nghệ nhân Hà Thị Cầu được coi là người hát xẩm cuối cùng của thế kỷ.
Đề cử hát xẩm là di sản thế giớiNgày 26/11/2011, Nhà hát Chèo Ninh Bình đã tổ chức lễ khai trương công trình khôi phục, bảo tồn và phát triển nghệ thuật hát xẩm Lưu trữ ngày 5 tháng 3 năm 2016 tại Wayback Machine nhằm sưu tầm, biên soạn, truyền dạy và phổ biến các bài hát xẩm theo các làn điệu cổ truyền, dàn dựng chương trình hát xẩm, bảo tồn, phát triển nghệ thuật hát xẩm. Các nghệ sĩ đã sưu tầm các làn điệu, các bài hát xẩm cổ truyền, biên soạn chương trình và trực tiếp truyền dạy nghệ thuật hát xẩm cho các diễn viên, nhạc công Nhà hát Chèo Ninh Bình và các diễn viên quần chúng ở xã Yên Phong (Yên Mô) - quê hương của nghệ nhân Hà Thị Cầu. Theo kế hoạch, đến tháng 12-2011 Dự án sẽ được báo cáo phần khung với lãnh đạo tỉnh Ninh Bình. Đồng thời, thông qua các hoạt động của Dự án cũng chính là bước đệm để trình UNESCO công nhận hát xẩm là Di sản văn hóa phi vật thể của Thế giới.